# Bujalaro
Bujalaro település Spanyolországban, Guadalajara tartományban. Bujalaro Argecilla, Jadraque, Jirueque, Cendejas de Enmedio, Cendejas de la Torre és Matillas községekkel határos. Lakosainak száma 53 fő (2024).

## Népesség
A település népessége az utóbbi években az alábbiak szerint változott:
| Lakosok száma | 88   | 79   | 83   | 69   | 73   | 56   | 64   | 47   | 48   | 53   |
|               | 2001 | 2004 | 2006 | 2009 | 2011 | 2014 | 2016 | 2019 | 2021 | 2024 |